# 張翼 (永樂進士)
張翼（14世紀—15世紀），字公傅，號履素，浙江湖州府歸安縣人，明朝政治人物。

## 生平
張翼是永樂元年（1403年）癸未科浙江鄉試舉人，二年（1404年）甲申科二甲第八十八名進士。五年（1407年）授通道縣知縣，以廉能得民心，升福建按察司僉事，公署常有怪事，官員都不敢居住，他得知後笑著說：「我並非畏懼鬼祟的人。」住宿當晚夢見有旅人進入公庭陳訴，他責問：「是你在作祟？」對方回答：「我不敢作祟，只是遺骸在公署下，不能自拔，知閣下是長者才對你乞哀。」次日在詢問下才知道公署舊為叢冢焉，命人發掘得枯骨十多具，於是為其買棺下葬，再夢見對方來謝，怪事就不再發生，十六年（1418年）五月調雲南按察司僉事，升河南布政使司參政，在任內去世。

## 引用
1. 1 2  光緒《歸安縣志·卷三十八·人物傳六》：張翼，字公傅，號履素，永樂二年進士，五年知通道縣，以廉能得民心，超陞福建僉事劍南分司，署舊有祟，巡撫者莫敢居，翼至吏以告，翼笑曰：「吾非畏祟者。」竟宿焉。其夕夢有旅進於庭若訴事者，翼詰之曰：「為祟乃若輩耶？」則對曰：「某非敢祟，顧遺骸在廡下，無由自拔，知公長者故乞哀耳。」明日詢知分司舊叢冢焉，使掘之得枯骨十餘具，為買棺衾別葬之，復夢其來謝，祟遂絕，十六年五月改僉雲南，厯河南參政卒官。 《河南通志》，參《八閩通志》、《靖州志》
2. ↑  光緒《歸安縣志·卷三十一·選舉錄一》：明……永樂二年甲申曾棨榜 張翼 癸未舉人，有傳
3. ↑  嘉慶《通道縣志·卷五·秩官志》：張翼 永樂五年任，以廉能致仕，祀名宦